# Люсьєн Бонапарт І
Люсьєн Бонапарт (Ім'я при народженні Лучано Буонапарт) (21 травня 1775 — 29 червня 1840) — французький політик і дипломат часів Французької революції та консулата. Він служив міністром внутрішніх справ з 1799 по 1800 рік і президентом Ради п'ятисот у 1799 році.
Третій син Карло Бонапарта та його дружини Летиції Рамоліно, Люсьєн був молодшим братом Наполеона Бонапарта. Як президент Ради п'ятисот він був одним з учасників перевороту 18 брюмера, що привів Наполеона до влади у Франції.